# I Sun-sin
I Sun-sin (28. dubna 1545 – 16. prosince 1598, korejsky 이순신, posmrtné jméno 충무, Čchungmu) byl korejský admirál. V letech 1591-1598 během Imdžinské války vyhrál pro dynastii Čoson řadu významných námořních bitev.
Přestože neměl žádné formální vojenské vzdělání a jeho námořnictvo bylo nepočetné a špatně vybavené, jako jeden z mála námořních vojevůdců ve světové historii nebyl nikdy poražen v žádné bitvě, ačkoli jich vybojoval nejméně 23.
Za jeho největší úspěch je považována bitva u Mjongnjangu v roce 1597, kdy jeho loďstvo čítající pouhých 13 lodí na hlavu porazilo 333 lodí japonského námořnictva. Tato událost byla předlohou filmu Admirál: Bouřlivé proudy (1) z roku 2014.
I zemřel v bitvě u Norjangu v roce 1598. Je považován za jednoho z největších Korejců a někteří historici ho považují za korejského Horatia Nelsona.